# Organismos sin mitocondria
Se sostiene que los organismos sin mitocondria han perdido este organelo como adaptación a medios pobres en oxígeno.
Hoy en día se consideran a los organismos Pelomyxa palustris y Monocercomonoides en esta categoría.

## Importancia de la mitocondria en la célula eucariota

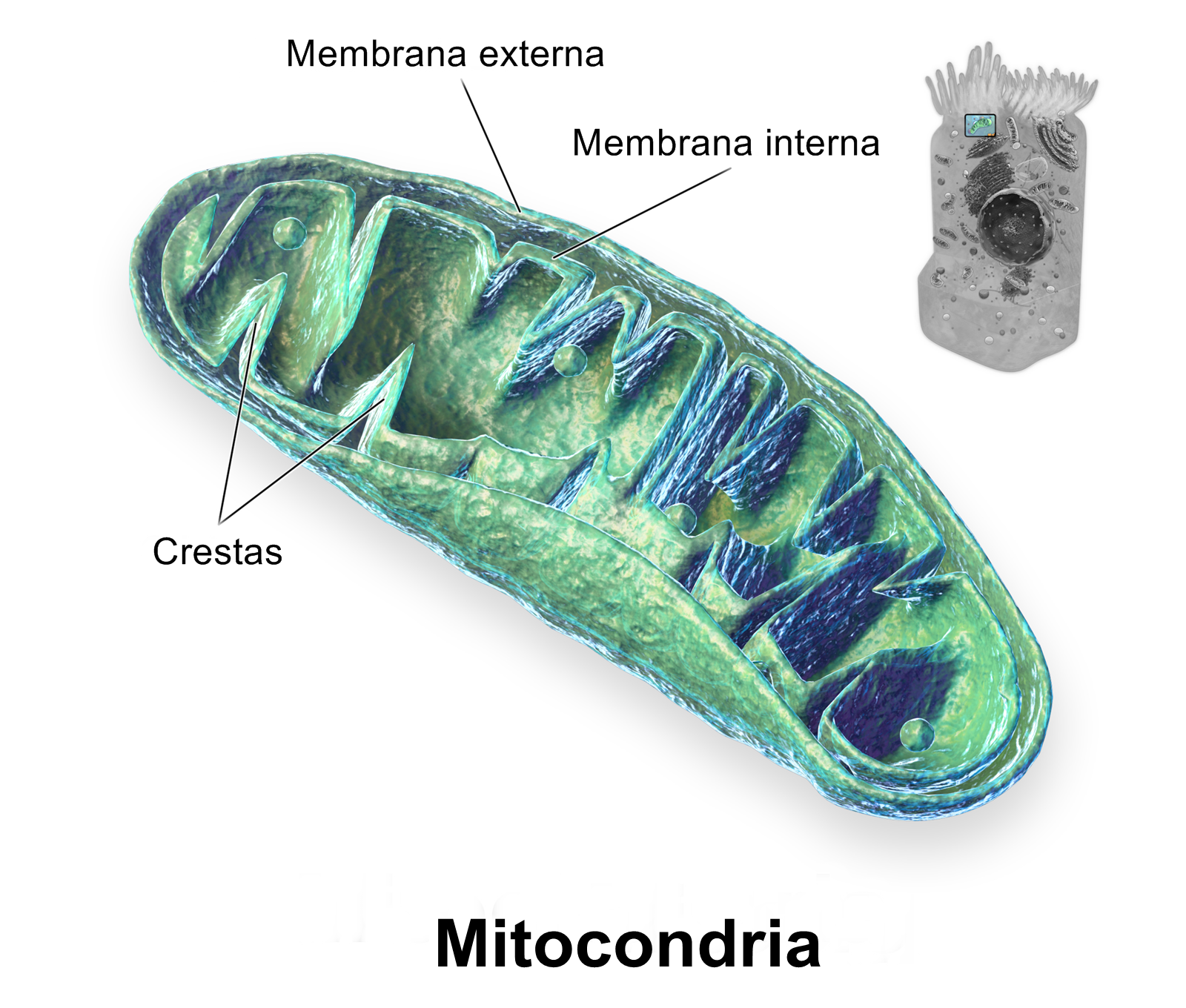
Esquema de mitocondria proveniente de una célula eucariota, específicamente de una célula epitelial.

Dentro de las características que definen a una célula eucarionte está la presencia de un núcleo y organelos membranosos, incluyendo las mitocondrias y, en organismos fotosintéticos, cloroplastos. La mitocondria tiene la función vital de sintetizar ATP para la célula en presencia de oxígeno, permitiéndole hacer un uso mucho más eficiente de la energía contenida en las substancias de las que se alimenta respecto a la fermentación: un organismo que después de la glucólisis lleva a cabo la respiración aeróbica produce entre 36 y 38 moléculas de ATP por molécula de glucosa en condiciones ideales, mientras que la fermentación alcohólica y la fermentación láctica producen apenas dos. Esto ha permitido, en buena medida, el surgimiento de la vida multicelular y el aumento de la complejidad observado en ella .
De acuerdo con la teoría endosimbiótica de Margullis, propuesta en la década de los 60, el origen de la mitocondria se produjo en los ancestros de células eucariontes que establecieron consorcios con organismos procariontes, los cuales tenían la capacidad de utilizar el oxígeno .

## Organismos previamente considerados sin mitocondrias

Ciclo de vida de Giardia lamblia. Su supervivencia en el ambiente anóxico del intestino humano la hacía una opción lógica para ser un organismo sin mitocondrias.

Se suponía que organismos como el diplomonádido Giardia, el microsporidio Encephalitozoon y el parabasálido Trichomonas carecían de mitocondrias, idea actualmente refutada. Originalmente, se determinó mediante análisis moleculares del RNA ribosomal 18S que estos organismos se separaron del resto de los eucariontes temprano en su evolución. Esto era consistente con una organización “primitiva”, pues aparentemente carecían de mitocondrias, lo que indicaría que se separaron del resto de los eucariontes antes de la aparición de dicho organelo. No obstante, actualmente se tiene evidencia de que poseen estructuras derivadas de las mitocondrias como hidrogenosomas y mitosomas.

## Candidatos modernos de organismos sin mitocondrias

### Pelomyxa palustris

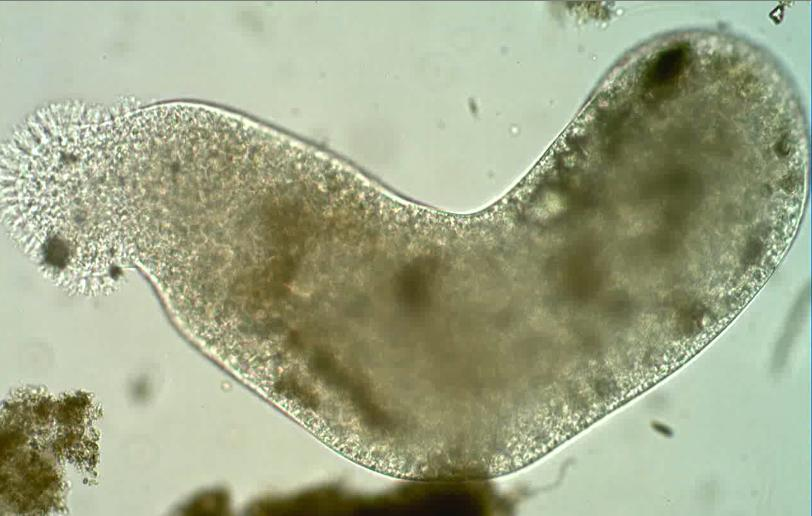
Pelomyxa palustris.

Es una ameba gigante sin mitocondria de vida libre que presenta cientos de núcleos y numerosos flagelos inmóviles. Habitante de zonas con poco oxígeno como sedimentos orgánicos de agua estancada y lagos. Carece de mitocondrias o cualquier organelo membranoso parecido a un dictiosoma, vacuolas contráctiles, o la mayoría de organelos membranosos típicos, y se caracteriza por la presencia de un sistema de mastigote simple.
Presenta poblaciones de bacterias o arqueas endosimbióticas, que pueden ser dos o más especies. La relación favorece al hospedero, en la cual las bacterias son esenciales ya que llevan a cabo la respiración. Se encuentran principalmente dos tipos de bacterias: unas alargadas y de contorno distintivo, y otras pequeñas con gran afinidad al OsO4. Las primeras parecieran estar asociadas a la región perinuclear del hospedero y las otras se encuentran dispersas en el citoplasma.

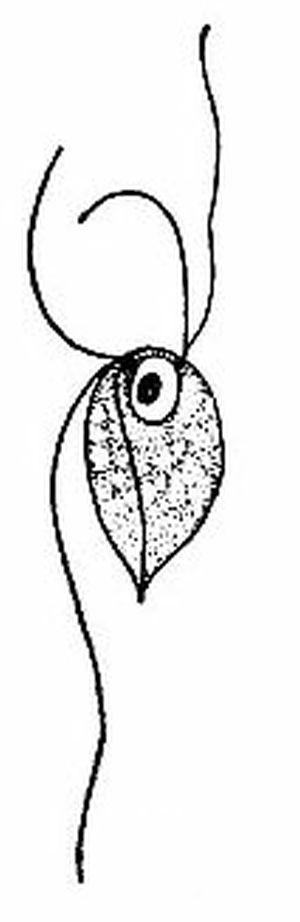
Dibujo de un Monocercomonoides sp.

### Monocercomonoides
El genoma de este protozoario, hasta el momento poco estudiado, fue secuenciado apenas en mayo de este año por Anna Karnkowska y colaboradores en la Universidad de Praga. Cuando se analizó el genoma, no se pudo identificar gen alguno proveniente del genoma de la mitocondria. En otras palabras, carece de todas las proteínas relacionadas con la función de las mitocondrias, incluyendo las de la ruta de ensamblado de clústers hierro-azufre, que hasta el momento se creía conservada en todos los eucariontes. Los autores creen que esta ruta fue reemplazada por la ruta de movilización citosólica del azufre, adquirida por transferencia horizontal de una bacteria. Toda la producción de energía sucede por fermentación en el citoplasma.